# جون جونسون (محرر الصوت)
جون جونسون (بالإنجليزية: Jon Johnson)‏ هو محرر الصوت أمريكي، ولد في 16 أكتوبر 1954 في شيريدان في الولايات المتحدة.

## وصلات خارجية
- جون جونسون على موقع IMDb (الإنجليزية)
- جون جونسون على موقع ألو سيني (الفرنسية)
- جون جونسون على موقع أول موفي (الإنجليزية)
- جون جونسون على موقع قاعدة بيانات الأفلام السويدية (السويدية)
- جون جونسون على موقع قاعدة بيانات الفيلم (الإنجليزية)
- جون جونسون على موقع كينوبويسك (الروسية)